# Kheilia
Kheilia is een geslacht van rechtvleugeligen uit de familie sabelsprinkhanen (Tettigoniidae). De wetenschappelijke naam van dit geslacht is voor het eerst geldig gepubliceerd in 1898 door Bolívar.

## Soorten
Het geslacht Kheilia  is monotypisch en omvat slechts de volgende soort:
- Kheilia arrogans (Bolívar, 1898)